# Požnja
Požnja (cyr. Пожња) – wieś w Czarnogórze, w gminie Kolašin. W 2011 roku liczyła 11 mieszkańców.